# Code Black (série télévisée)
Code Black est une série télévisée américaine en 47 épisodes de 42 minutes créée par Michael Seitzman et diffusée entre le 30 septembre 2015 et le 18 juillet 2018 sur le réseau CBS et en simultané au Canada sur le réseau CTV pour la première et troisième saison, et sur CTV Two pour la deuxième saison.
En Suisse, la série est diffusée depuis le 18 août 2017 sur RTS Un, au Québec, depuis le 29 août 2017 sur Séries+ ; en France, depuis le 11 janvier 2018 sur M6 puis à partir du 19 août 2018 sur Téva et en Belgique depuis le 2 février 2018 sur RTL-TVI.

## Synopsis
Dans ce drame médical, les urgences de l'Angels Memorial Hopital sont les plus surpeuplées de la nation. Un "code noir" se produit quand il y a plus de patients que de ressources, il faut alors prier pour un miracle ou en effectuer un.
Les urgences sont dirigées par deux personnes : Dr Rorish, chef des internes et Jesse, l'infirmier en chef.

## Distribution

### Acteurs principaux
- Marcia Gay Harden (VF : Véronique Augereau) : Dr Leanne "Papa" Rorish, titulaire, chef des internes.
- Luis Guzmán (VF : Marc Saez) : Jesse "Maman" Sallander
- Harry Ford (en) (VF : Jean-Philippe Pertuit) : Angus Leighton
- Ben Hollingsworth (VF : Stanislas Forlani) : Mario Savetti
- William Allen Young (en) (VF : Jean-Paul Pitolin) : Dr Rollie Guthrie
- Boris Kodjoe (VF : Éric Aubrahn) : Dr Will Campbell (récurrent saison 1, principal saison 2)
- Rob Lowe (VF : Bruno Choël) : Colonel Ethan Willis (depuis la saison 2)
- Moon Bloodgood (VF : Marie Zidi) : Rox Valenzuela (saison 3)
- Emily Alyn Lind (VF : Charlotte Piazza (saisons 1-2) puis Claire Baradat (saison 3)) : Ariel Braeden (invitée saison 1 et 2, principale saison 3)
- Emily Tyra (VF : Leslie Lipkins) : Noa Kean (recurrente saison 2, principale saison 3)
- Noah Gray-Cabey (VF : Paolo Domingo) : Elliot Dixon (recurrent saison 2, principal saison 3)

Anciens acteurs principaux
- Bonnie Somerville (VF : Laura Préjean) : Christa Lorenson (saison 1)
- Raza Jaffrey (VF : Thomas Roditi) : Dr Neal Hudson (saison 1)
- Melanie Chandra (en) (VF : Delphine Rivière) : Malaya Pineda (saisons 1 et 2)
- Jillian Murray (VF : Fanny Fourquez) : Heather Pinkney (récurrente saison 1, principale saison 2)

### Acteurs récurrents et invités
- Kevin Dunn (VF : Régis Lang) : Dr Taylor
- Angela Relucio (VF : Christine Lemler) : Risa Park
- Tommy Dewey (en) (VF : Alexandre Gillet) : Dr Mike Leighton
- Cress Williams (VF : Namakan Koné) : Cole Guthrie (saison 1, épisodes 4 à 10)
- Gabrielle Carteris (VF : Sophie Gormezano) : Amy
- Gail O'Grady (VF : Martine Irzenski) : Margaret O'Brien (saison 1, épisode 3)
- Shiri Appleby (VF : Marie Chevalot) : Dr Carla Niven (saison 1, épisodes 6, 8, 11 et 12)
- Ellia English (en) (VF : Catherine Artigala) : l'infirmière Isabel Mendez
- Annie Wersching : Katie (saison 1, épisode 16)
- Meagan Good : Dr Grace Adams (dès l'épisode 16)
- Beau Bridges (VF : José Luccioni) : Pete Delaney (saison 1, épisode 16)
- Emily Bridges : Mia Delaney (saison 1, épisode 16)
- Odell Beckham : lui-même (saison 1, épisode 16)
- Cameron Boyce : Brody (saison 1, épisode 17)
- Emily Nelson (VF : Céline Legendre-Herda) : Hannah Reynolds (saison 1, épisodes 1 à 3, 10 et 11, 17 et 18)
- Nafessa Williams (VF : Ludivine Maffren) : Charlotte Piel (saison 2)
- Kathleen Rose Perkins (VF : Sybille Tureau) : Dr Amanda Nolan (saison 2)
- Tyler Perez (VF : Gabriel Bismuth-Bienaimé) : Diego (saison 3)

- Version française
  - Société de doublage : Dubbing Brothers[10]
  - Direction artistique : Thierry Wermuth (saisons 1-2) puis Patricia Legrand (saison 3)[10]
  - Adaptation des dialogues : Sandrine Chevalier et Rima Heleine[10]

 Source et légende : version française (VF) sur RS Doublage et DSD

## Production

### Développement
En août 2014, CBS acquiert le projet de série, de Michael Seitzman, basé sur le documentaire de Ryan McGarry, en s’engagent à produire un pilote. Ensuite le 27 janvier 2015, commande le pilote,.
Le 8 mai 2015, le réseau CBS annonce officiellement la commande de la série,.
Le 20 novembre 2015, CBS commande cinq épisodes additionnels, pour un total de 18 épisodes.
Le 16 mai 2016, le réseau CBS annonce la reconduction de la série, pour une deuxième saison de treize épisodes. Ensuite le 14 novembre 2016, elle commande trois épisodes supplémentaires faisant porter la saison à seize épisodes.
Le 14 mai 2017, CBS renouvelle la série pour une troisième saison.
Le 24 mai 2018, la série est arrêtée. Début août, le président de CBS laissait la porte ouverte à une quatrième saison, mais le projet est abandonné fin novembre.

### Casting
Le casting a débuté fin février 2015 avec Marcia Gay Harden dans le rôle de Christa, Melanie Kannokada, Maggie Grace dans le rôle de Leanne, Luis Guzmán, Raza Jaffrey et Ben Hollingsworth.
Le 9 mars 2015, Maggie Grace quitte pour raisons créatives et quatre jours plus tard, le rôle de Leanne est remplacé par Marcia Gay Harden, alors que Bonnie Somerville rejoint la distribution principale en obtenant le rôle de Christa.
Parmi les acteurs récurrents : Cress Williams et Gail O'Grady, Shiri Appleby, Jillian Murray, Ellia English (en), Boris Kodjoe, Annie Wersching et Meagan Good, Beau Bridges, Emily Bridges et Odell Beckham, et Cameron Boyce.
Le 3 juin 2016, Bonnie Somerville qui joue le rôle de Christa Lorenson et Raza Jaffrey, celui de Dr Neal Hudson, sont écartés de la deuxième saison pour raisons créatives. Le jour même, Jillian Murray et Boris Kodjoe, sont promus au sein de la distribution principale.
Le 1er juillet 2016, Nefassa Williams, Noah Gray-Cabey, Emily Tyra rejoignent la distribution de la deuxième saison dans les rôles récurrents de Charlotte Piel, Elliot Han et Noa Kean.
Le 5 juillet 2016, Rob Lowe rejoint la distribution principale de la deuxième dans le rôle du Colonel Ethan Willis, qui est un médecin militaire,.
À la fin juin 2017, Moon Bloodgood décroche le rôle récurrent de Rox, devenu régulier, et il est confirmé que Melanie Chandra ne sera pas de retour. Puis en octobre 2017, Emily Alyn Lind, invitée dans la saison 2, décroche un rôle régulier.

## Épisodes

### Première saison (2015-2016)
1. La Vie entre nos mains (Pilot)
2. Écoutez votre instinct (We Plug Holes)
3. Morts sur la conscience (Pre-Existing Conditions)
4. Les Fantômes du passé (Sometime's It's a Zebra)
5. En quarantaine (Doctors with Borders)
6. In extremis (In Extremis)
7. Le Syndrome de l'imposteur (Buen Árbol)
8. Victoire sur la nuit (You Are the Heart)
9. Mon fils, ce héros (The Son Rises)
10. Le cœur a ses raisons (Cardiac Support)
11. Une main au paradis (Black Tag)
12. Le Brouillard de la guerre (The Fog of War)
13. Premier rencard (First Date)
14. Mange, prie, aime (The Fifth Stage)
15. Un secret dans la tombe (Diagnosis of Exclusion)
16. Je vous salue, Marie (Hail Mary)
17. Faux-semblants (Love Hurts)
18. Au bord du gouffre (Blood Sport)

### Deuxième saison (2016-2017)
Elle a été diffusée du 28 septembre 2016 au 8 février 2017 sur CBS.
1. Nouvelles recrues (Second Year)
2. À chacun sa croix (Life and Limb)
3. En chair et en os (Corporeal Form)
4. Balle perdue (Demons and Angels)
5. En terrain miné (Landslide)
6. Femmes extraordinaires (Hero Complex)
7. Missions secrète (What Lies Beneath)
8. Les Enfants d'Elysian (Behind the Curtain)
9. La Dame de cœur (Sleight of Hand)
10. Le Prix du silence (Ave Maria)
11. Exodus (Exodus)
12. Une chance sur un million (One in a Million)
13. Le Poids des maux (Unfinished Business)
14. Vertigo (Vertigo)
15. L'Antre du diable (The Devil's Workshop)
16. Les Anges déchus (Fallen Angels)

### Troisième saison (2018)
Cette dernière saison de treize épisodes a été diffusée du 25 avril 2018 au 18 juillet 2018.
1. L'Heure en or (Third Year)
2. Quelques pas de danse (Better Angels)
3. Comme un bateau dans la nuit (La Familia)
4. Les Raisins de la colère (The Same as Air)
5. Un avion sans elle (Cabin Pressure)
6. À feu et à sang (Hell's Heart)
7. Il n'est jamais trop tard (Step Up)
8. Amour interdit (Home Stays Home)
9. Humain, trop humain (Only Human)
10. Cœurs brisés (Change of Heart)
11. Délit de fuite (One of Our Own)
12. Chemins de traverse (As Night Comes and I'm Breathing)
13. Le cœur a ses raisons (Business of Saving Lives)

## Personnages
Dr Leanne Rorish : Chef des internes, elle est appelée "papa" par les étudiants. Elle a une forte personnalité et beaucoup de mépris pour les règles car elle veut sauver ses patients à tout prix. Elle a perdu son mari et ses deux enfants dans un accident de voiture, ce qui influence parfois ses décisions.
Jesse Salander : Infirmier en chef, il est appelé "maman" par les étudiants. Il est un repère pour chacun : tout le monde connait sa règle numéro 1 et ses dictons. Lui et le docteur Rorish ont une amitié très forte.
Dr Malaya Pineda : Interne, elle a fait son externat au Angels Memorial et connaît donc mieux les lieux que ses camarades. Elle a été en couple avec le Dr Niven. Elle se fera poignarder durant la saison 1.
Dr Angus Leighton : Interne, il n'a pas beaucoup de confiance en lui. Il a un frère médecin et son père siège au conseil de l'hôpital.
Dr Mario Savetti : Interne, c'est un ancien drogué qui vivait dans un quartier défavorisé. Il veut absolument réussir et protège sa carrière à tout prix, au mépris de ses amis. Son père est un alcoolique.
Dr Rollie Guthrie : Médecin aux urgences, il prend Angus sous son aile lors de ses premiers jours aux urgences. Il a un fils médecin avec qui il a une relation compliquée, depuis le suicide de sa femme. Il a également perdu sa fille, empoisonnée au monoxide de carbone. Au cours de la saison 2, il a la maladie de Parkinson.
Dr Heather Pinkney : Chirurgienne, elle a eu une liaison avec le Dr Savetti et le Dr Campbell. Elle est brillante. Elle meurt à la fin de la saison 2.
Dr Will Campbell : Chef du service de chirurgie, il a un égo démesuré. On apprend qu'il a une fille de 13 ans atteinte d'une maladie incurable. Il deviendra chef des urgences durant la saison 2, ce qui compliquera ses relations avec Leanne. Il a eu une liaison avec le Dr Heather Pinkney.
Colonel ou Dr Ethan Willis : Il est dans l'armée et est envoyé au Angels Memorial Hospital car il a fauté. C'est un très bon médecin qui a tout autant de mépris des règles que le Dr Rorish : il veut sauver ses patients à tout prix.
Dr Mike Leighton : Il est médecin urgentiste. C'est le frère du Dr Angus Leighton, il arrive au cours de la saison 1. Il se retrouve dans le coma au début de la saison 2.
Dr Christa Lorenson : Interne, elle a une liaison avec Dr Hudson. Elle est brillante mais refuse de l'admettre. Elle a eu un fils, mort du cancer, ce qui l'a poussée à devenir médecin.
Dr Neal Hudson : médecin urgentiste, ancien chirurgien, il suit Dr Rorish dans toutes ses opérations non autorisées si c'est pour sauver un patient. Il a une liaison avec la Dr Christa Lorenson. 
Dr Taylor : chef des urgences, il ne pratique plus la médecine.
Dr Cole Guthrie : chirurgien, il arrive au Angels Memorial Hospital durant la saison 1. C'est le fils du Dr Guthrie, avec qui il a une relation très compliquée depuis le suicide de sa mère.
Dr Carla Niven : médecin urgentiste, elle travaillait au Angels Memorial Hospital. Elle a été en couple avec le Dr Pineda. Enceinte, elle apprend qu'elle a une leucémie. Elle meurt peu après l'accouchement au cours de la saison 1.
Dr Charlotte Piel : Interne. Après avoir beaucoup de succès en tant qu'actrice dans une série de films à succès, elle s'est reconvertie en médecin et est brillante. Elle se fera tuer au cours de la saison 2.
Dr Elliot Dixon : Interne, il est très prometteur. Il parle la langue des signes. Il est surnommé "canard en sucre"
Dr Noa Kean : Interne.
Dr Gina Perello : Directrice des urgences par interim, à la suite de la suspension du Dr Taylor. Très directe et sans filtre elle essai au mieux de se faire intégrer par l’équipe des urgences. Elle mourra au cours de la saison 1.
Dr Ed Harbert : Directeur de l’hôpital, c’est un ancien médecin des urgences ayant travaillé à l’époque avec la Dr Leanne Rorish. Il est à l’écoute de cette dernière, malgré leurs nombreux désaccords. 
Dr Grâce Adams : Ex copine du Dr Neal Hudson, elle revient travailler au Angels Mémorial après un an passé en mission humanitaire à Haïti. Son arrivée provoque des tensions au sein du couple récemment formé par les Dr Neal Hudson et Christa Lorenson.